# Картковий будинок (конструкція)

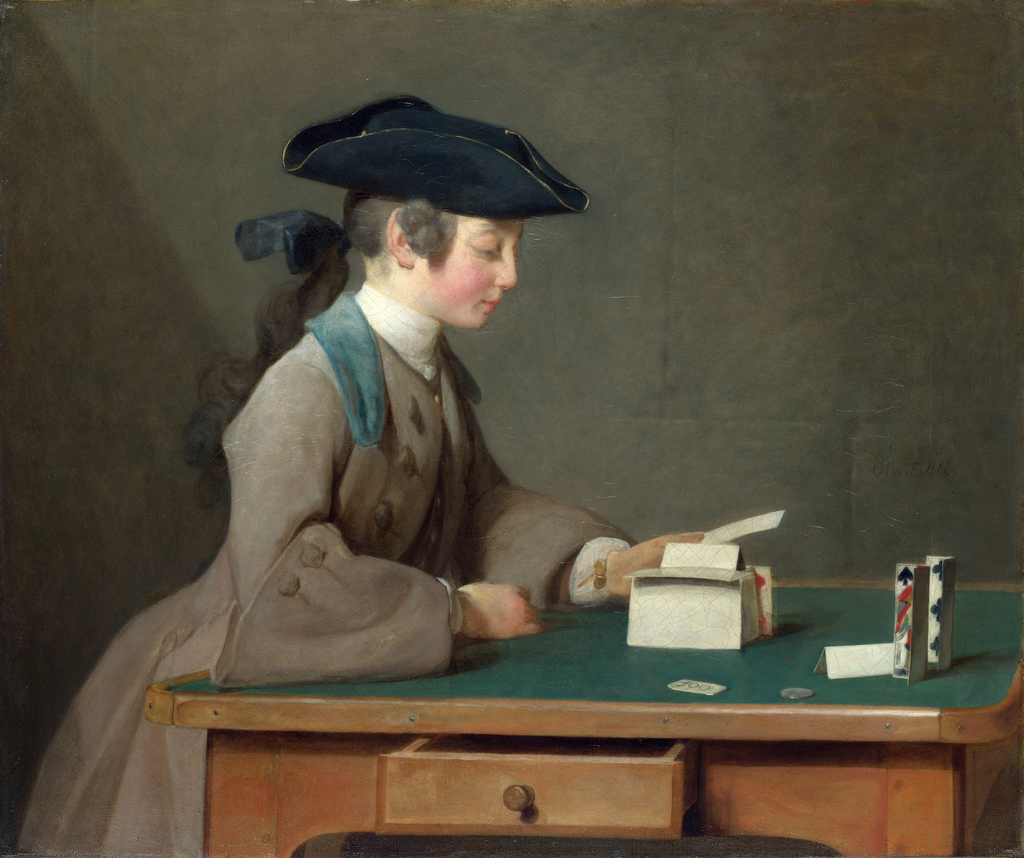
У 1730-х Шарден створив серію картин на тему «Картковий будиночок»

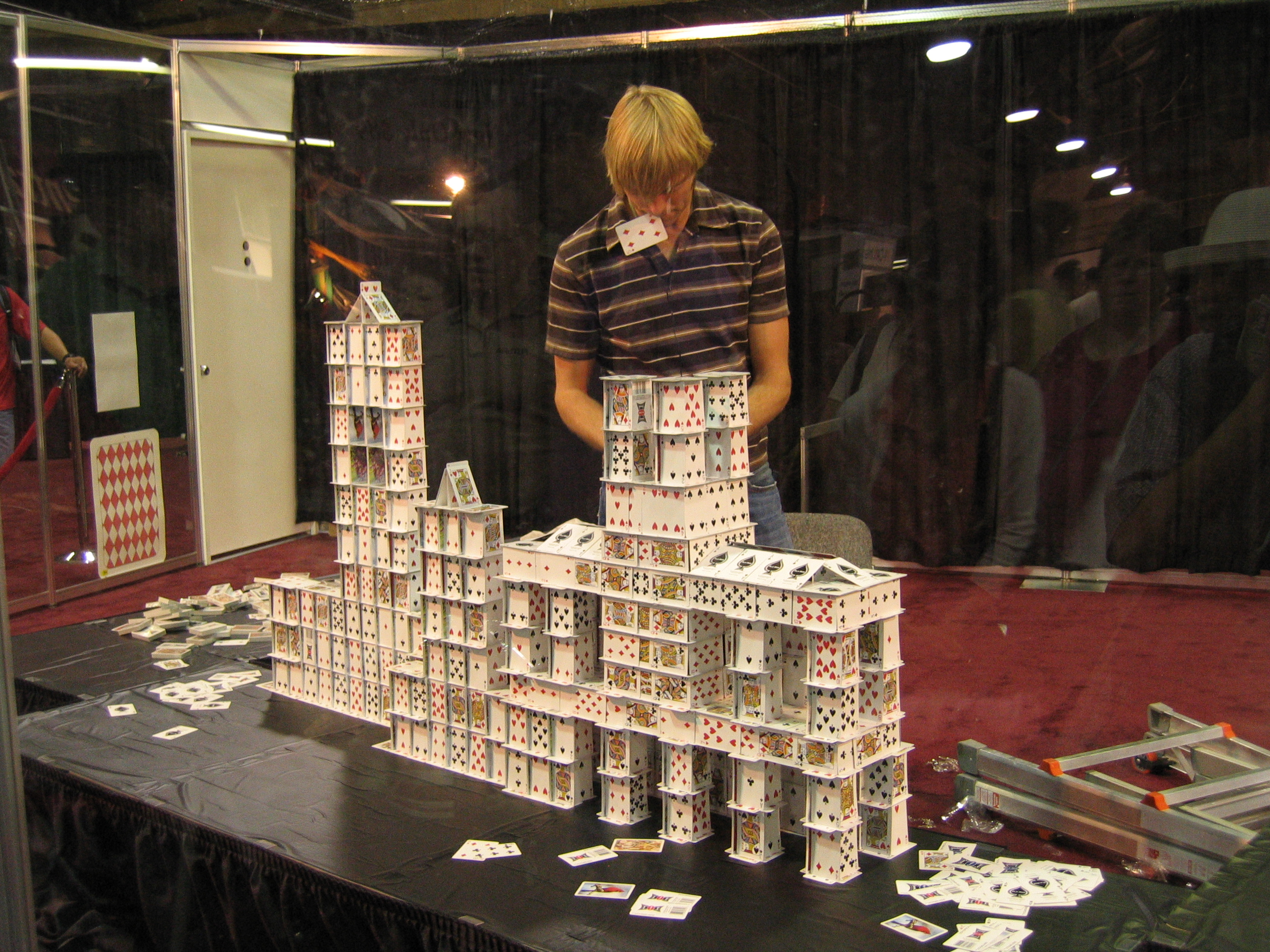
Браян Берг за роботою

Картковий будиночок, карткова хатка — конструкція, яку зводять з гральних карт шляхом їх установки рядами одну на одну особливим способом. Метою є створення якомога більш високої структури з карт, яка при цьому б не обрушилася. При будівництві карткових будиночків не повинен використовуватися клей або які-небудь інші допоміжні інгредієнти або пристосування, форма карт також не може змінюватися.
Історія ідеї карткових будиночків достеменно невідома. Найперша згадка про них зустрічається в нотатках французького придворного лікаря Жана Еруара, який повідомляв, що маленький король Людовик XIII в 1605—1613 роках любив встановлювати карти одну на одну, при цьому «дотримуючись пропорції». Будівництво карткових будиночків стало досить популярним в європейських міщанських родинах в XVIII столітті: цим часто займали дітей під час різних свят, хрестин або весіль, поки дорослі вели застільні бесіди.
З будівництвом карткових будиночків може бути пов'язаний цілий ряд ігор і змагань: як безпосереднє змагання для двох чоловік, кожен з яких прагне звести структуру більшого розміру, так і, наприклад, спільне будівництво будиночка «по ходах» або спроба визначити, яку карту з вже побудованого будиночка можна витягти, щоб він при цьому не обрушився. Для будівництва карткових будиночків існують спеціальні інструкції.
Вже на початку XX століття встановлювалися і фіксувалися рекорди по висоті побудованих карткових будиночків: так, в 1907 році в журналі «Стренд» була опублікована стаття про англійку Розі Фернер, що зуміла побудувати «вежу» з карт висотою в двадцять «поверхів» (тобто рядів). Сучасним рекордсменом з будівництва карткових будиночків є Браян Берг, чиї досягнення були занесені в Книгу рекордів Гіннесса, починаючи з 1992 року, і з тих пір їм же неодноразово поліпшувалися.